# マイ・プライベート・アイダホ
『マイ・プライベート・アイダホ』（原題：My Own Private Idaho）は、1991年のアメリカ合衆国の青春映画。ガス・ヴァン・サント監督・脚本による『ポートランド三部作』のひとつ。アメリカ国立フィルム登録簿（2024年選出)

## 概要
リヴァー・フェニックスとキアヌ・リーブスが主演した青春映画。売春、同性愛、ドラッグ、近親相姦、ナルコレプシーといったショッキングな設定ながら、ストリートで暮らす若者達の痛み・切なさ・葛藤を詩的な映像美で表現した。
本作は、ウィリアム・シェイクスピアの『ヘンリー四世 第1部』『ヘンリー四世 第2部』『ヘンリー五世』の三つの戯曲を原作とする。
リヴァー・フェニックスは、エージェントの反対もあり、ほぼノーギャラで出演した。
リヴァー・フェニックスが1991年度のヴェネツィア国際映画祭、全米映画批評家協会賞、インディペンデント・スピリット賞で、それぞれ主演男優賞を受賞した。
本作品は米国よりも先に日本で公開された。
タイトルの「My Own Private Idaho」は、B-52'sが1980年に発表した楽曲『プライヴェート・アイダホ』からとられた（「You're living in your own Private Idaho」という歌詞が繰り返される）。

## ストーリー
孤児として育ち、ポートランドで男娼をして暮らす青年、マイクは故郷アイダホのハイウェイを一人さまよい、道の先が「殴られた人の顔に見える」とつぶやく。そこでナルコレプシーに陥り、幼少期の自分が母親に慰められている夢を見る。
シアトルに移り、男娼をして金を稼いでいると、エレーナという裕福な女性に拾われる。そこで、男娼仲間で親友のスコットと再会する。マイクはエレーナと行為を始める直前、ナルコレプシーに陥る。スコットに介抱されるが、置き去りにされたマイクは、ドイツ人セールスマンのハンスに拾われ、ポートランドに戻る。そこで、他の男娼仲間や、彼らの父親的存在ボブと再会する。
スコットはマイクをけしかけ、夜道を歩くバンドから金を奪うボブの計画を邪魔したりして、無邪気に遊び歩く。
だが、ポートランド市長の息子であるスコットは、21歳になったら父親の遺産を相続し、路上生活から身を退くと打ち明ける。
マイクは、別れた母親を探すためスコットとバイクに乗って、故郷アイダホに向かう。
旅の途中、マイクはスコットに親友をこえて愛していると告白する。スコットは、自分は同性愛者ではなく金を稼ぐために男娼をしているだけだと返答するが、同情して身を寄せ合う。
兄のリチャードと再会すると、マイクの母親について話を聞かされる。リチャードは、マイクは行きずりの男との子で、愛されていないと知るや男を殺して逃げたのが、母親の実像だと告げる。
しかし、マイクは、自分が母親と兄リチャードとの間にできた子だという真相を知っており、リチャードも認めざるを得なかった。
リチャードは渋々母親からの葉書を見せ、高級ホテルでメイドとして働いていることを伝える。
マイクとスコットは、そのホテルを訪ねるが、すでに辞めており、イタリアに行ったと聞かされる。
そこで偶然、マイクをポートランドに送ったドイツ人セールスマンのハンスと再会し、体を売って得た金でイタリアに赴く。
だが、母親が暮らしていた家に着いてみると、そこに住むカルミラという若い女性から、アメリカに戻ったことを聞かされる。
スコットは、カルミラと恋に落ち、マイクを置いて一緒にアメリカへ帰国してしまう。
一人ポートランドに帰ったマイクは、再びボブたちとの路上生活に戻る。そこで、父親の遺産を相続し金持ちになったスコットと出会う。
ボブは、高級レストランに入ったスコットを呼び止めるが、非情な言葉を浴びせられて店から追い出され、ショックで心臓発作を起こしたボブは死んでしまう。
翌日、スコットの父親の葬儀の近くで、マイクとその仲間たちはボブを埋葬する。
スコットと決別したマイクは、再び故郷アイダホに戻り、ハイウェイをさまよう。ナルコレプシーに襲われたマイクは路上に倒れ、通りすがりの2人組にバックパックと靴を盗まれる。
そのあと通りかかった車のドライバーに、意識を失ったままのマイクは運び去られる。

## キャスト
※括弧内は日本語吹替
- マイク・ウォーターズ（英語版） - リヴァー・フェニックス（成田剣）
- スコット・フェイヴァー - キアヌ・リーブス（宮本充）
- リチャード・ウォーターズ - ジェームズ・ルッソ（秋元羊介）
- ボブ・ピジョン - ウィリアム・リチャート（英語版）（麦人）
- カルミラ - キアラ・カゼッリ（平井美美）
- ゲイリー - ロドニー・ハーヴェイ（英語版）
- デニス - ジェシー・トーマス
- ハンス - ウド・キア（伊藤和晃）
- バド - フリー（檀臣幸）
- ジャック・フェイヴァー - トム・トゥループ（英語版）（山野史人）
- エレーナ - グレイス・ザブリスキー（磯辺万沙子）
- 空港事務員 - ジェームズ・カヴィーゼル

日本語吹替：テレビ放送用に制作。DVD・Blu-ray Discに収録(DVD・Blu-Rayにおける1箇所のみの追加シーンは原語対応)。

## Blu-ray
- 2017/12/16、ワーナー・ブラザース・ホームエンターテイメントよりリリース。字幕:日本語 、英語
- 2017/12/16、Happinetよりリリース。字幕：日本語　言語：日本語、英語